# 칸다부섬

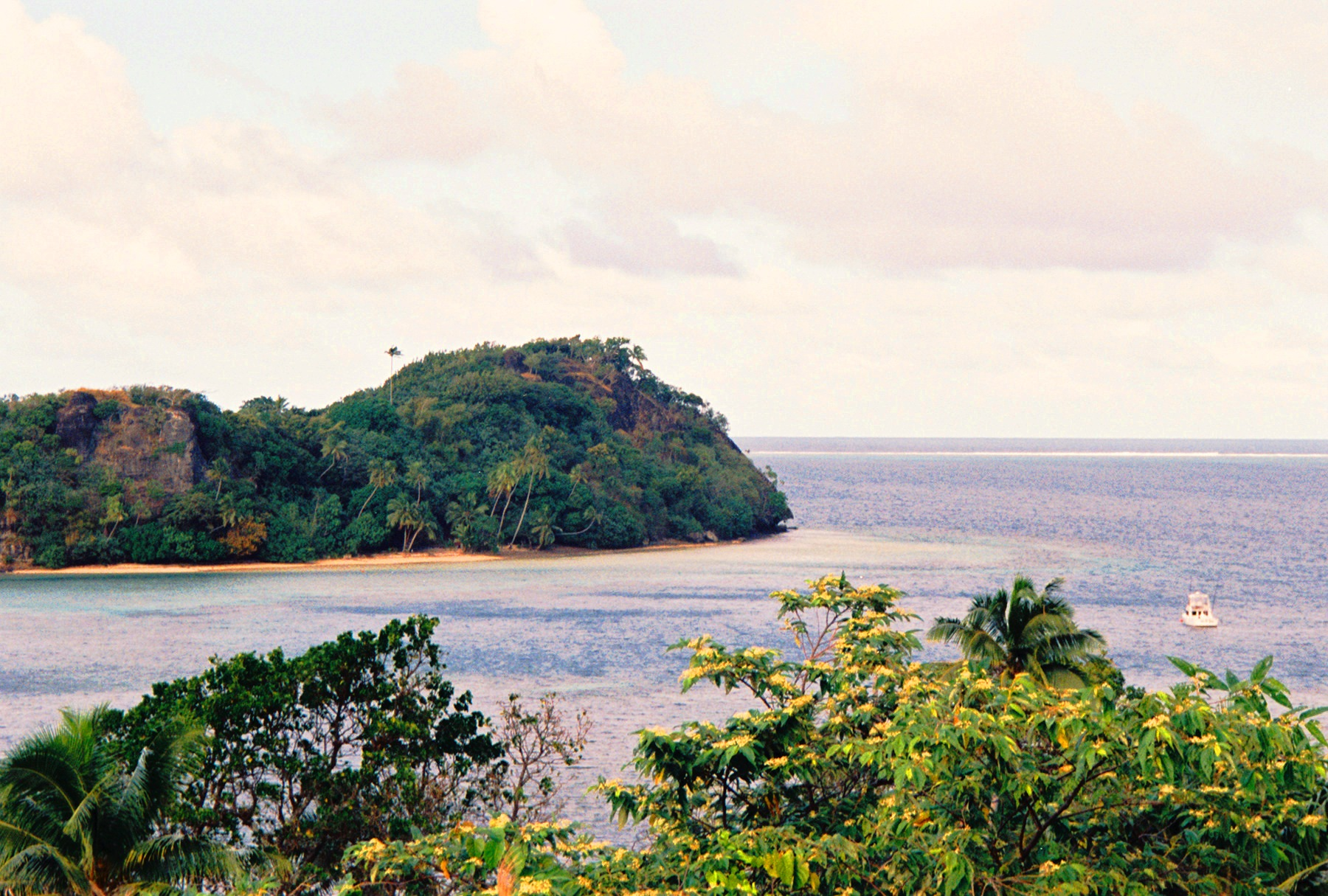
칸다부섬

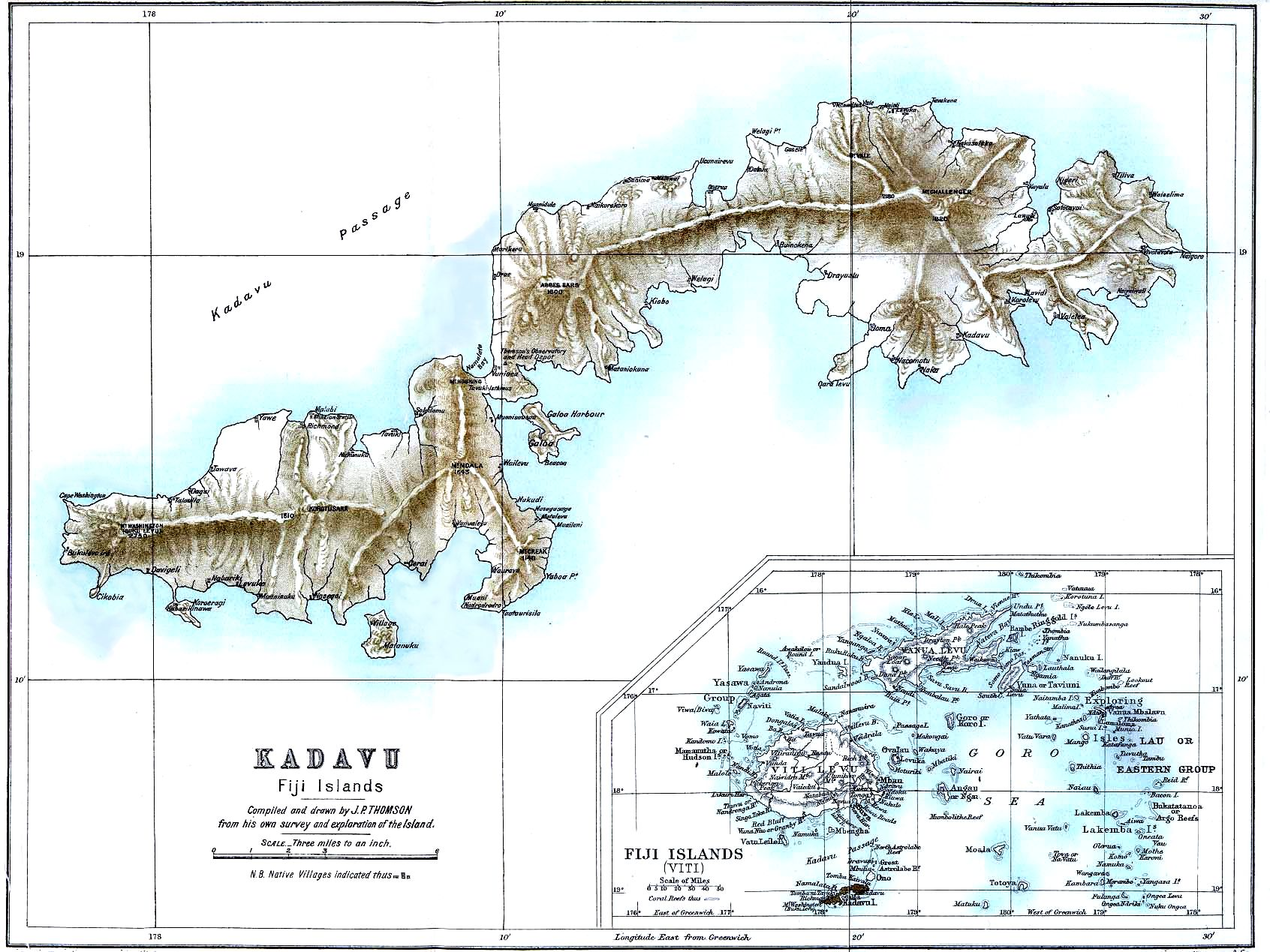
1889년 지도에 묘사된 칸다부섬

칸다부섬(피지어: Kadavu, IPA: [kanˈdaβu])은 피지에서 네 번째로 큰 섬으로, 피지의 수도인 수바에서 북쪽으로 약 88km 정도 떨어져 있는 곳에 위치하고 있으며 면적은 411km2, 인구는 10,167명(2007년 기준)이다. 행정 구역상으로는 칸다부주에 속한다.